# موراي غريفين
موراي غريفين (بالإنجليزية: Murray Griffin)‏ هو رسام أسترالي، ولد في 1903، وتوفي في 1992.